# 慶州尹氏
慶州尹氏（キョンジュユンし、朝鮮語: 경주윤씨）は、朝鮮の氏族の一つ。本貫は慶尚北道慶州市である。2015年の調査では、179人である。慶州尹氏は海州尹氏の分派である。
慶州尹氏の始祖は、太祖時代に中国明から李氏朝鮮に移住した尹恭の息子の尹統である。尹統は明で府尹の官職を務めた尹信の甥である。